# هوی‌تالا
هوی‌تالا (به لاتین: Höytala، پیش از ۱ سپتامبر ۲۰۰۴ اوی‌تالا Oytala) یک منطقه مسکونی در جمهوری آذربایجان است که در شهرستان زاقاتالا واقع شده است. 